# Symphoricarpos palmeri
Symphoricarpos palmeri är en kaprifolväxtart som beskrevs av George Neville Jones. Symphoricarpos palmeri ingår i släktet snöbärssläktet, och familjen kaprifolväxter. Inga underarter finns listade i Catalogue of Life.